# Västra Bispgården
Västra Bispgården – miejscowość (tätort) w Szwecji, w regionie administracyjnym (län) Jämtland, w gminie Ragunda.
Według danych Szwedzkiego Urzędu Statystycznego liczba ludności wyniosła: 496 (31 grudnia 2015), 473 (31 grudnia 2018) i 459 (31 grudnia 2019).